# Ugo Fondelli
Ugo Fondelli, né le 19 mars 1920 à Figline Valdarno (Toscane) et mort le 24 novembre 2011 à Florence, est un coureur cycliste italien. Professionnel de 1947 à 1952, il a remporté une étape du Tour de Sicile. 

## Palmarès
- 1951
  - 1re étape du Tour de Sicile
  - 3e du Tour de Sicile
- 1952
  - 10e du Tour de Suisse

## Résultats sur les grands tours

### Tour d'Italie
5 participations
- 1948 : 26e
- 1949 : abandon
- 1950 : 49e
- 1951 : 27e
- 1952 : 82e